# Paradoxurus
Paradoxurus és un gènere de la subfamília Paradoxurinae dels vivèrrids. Aquest gènere engloba tres espècies de civetes, una de les quals, la civeta de palmera comuna, es troba estesa pel tròpic d'Àsia, mentre que les altres són menys comunes i més locals.

## Taxonomia
- Civeta de palmera comuna (P. hermaphroditus), Índia i sud-est asiàtic[1]
- Civeta de palmera daurada (P. zeylonensis), Sri Lanka[1]
- Civeta de palmera de Jerdon (P. jerdoni), Ghats Occidentals, Índia[1]